# 太平里乡
太平里乡原属湖南省宜章县下辖乡，2012年4月撤销，与沙坪乡一起成建制合并至新设的五岭乡。沙坪乡撤销前行政区划代码431022214；下辖小溪村、用口村、塘下村、老何山村、小水村、邓家湾村、浒口村、太平里村、饶田村、长坪村共计10行政村。